# Clef Records
Clef Records est un label discographique américain de jazz. Il est fondé en 1946 par Norman Granz, et absorbé dans Verve Records en 1956.

## Histoire

Oscar Peterson (1977).

L'impresario et producteur américain Norman Granz a fondé son premier label discographique en 1946 ; sont ensuite parus sur Clef principalement les musiciens qui se sont produits lors des concerts de la tournée Jazz at the Philharmonic organisée par Granz, comme Roy Eldridge, Billie Holiday, Gene Krupa, Charlie Parker, Oscar Peterson, Flip Phillips et Lester Young, mais aussi Charlie Barnet, Count Basie, Buddy DeFranco, Stan Getz, Bud Powell, Illinois Jacquet, Art Tatum et Artie Shaw. De nombreuses pochettes de LP ont été conçues par David Stone Martin, l'ami de longue date de Granz.
Une des plus importantes publications de Norman Granz est la Clef-Anthologie (MG VOL.1) Various Artists - The Jazz Scene ; à l'exception de quelques musiciens, elle réunit la musique de la scène du jazz de l'époque : Sonny Berman, Bill Harris, Hal McKusick, Herbie Steward, Lucky Thompson, Dodo Marmarosa, Don Lamond, Ralph Burns, Pete Candoli, Willie Smith, Barney Kessel, John LaPorta, Charlie Parker, Manny Albam, Tony Aless, Curly Russell, Shelly Manne, Coleman Hawkins (Picasso), Mario Bauzá, Machito, Hank Jones, Oscar Pettiford et Duke Ellington (Frustration).

## Discographie notable

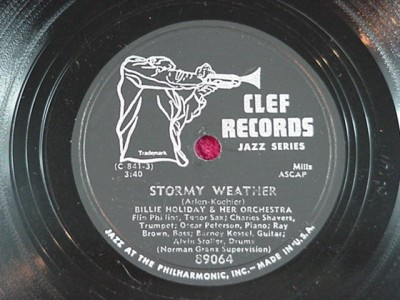
78 tours du label Clef avec le logo du trompettiste, dessiné par David Stone Martin : Billie Holiday - Stormy/Tenderly (1952).

- 1946 : The Lester Young Trio Vol. 1 and 2 (MGC 104/135)
- 1950 : Bud Powell: The Genius Of Bud Powell (MGC 739)
- 1951 : Charlie Parker: The Magnificent Charlie Parker (MGC 646) (Au Privave)
- 1952 : Stan Getz Plays (MGC 137)
- 1952 : Billie Holiday: Solitude (MGC 690)
- 1954 : Art Tatum: The Genius of Art Tatum (MGC  655-661, 711)
- 1954 : Roy Eldridge/Dizzy Gillespie: Roy and Diz (MGC 641)
- 1955 : Billie Holiday: Music for Torching (MGC 669)
- 1956 : Billie Holiday: Lady Sings the Blues (MGC 721)